# Osebiți
Osebiți – wieś w Rumunii, w okręgu Bacău, w gminie Luizi-Călugăra. W 2011 roku liczyła 1493 mieszkańców.